# Mats Poot
Mats Poot, né le 15 juin 2005, est un coureur cycliste suisse, spécialiste de la piste.

## Biographie
En avril 2023, Mats Poot termine troisième de l'omnium aux championnats de Suisse sur piste juniors (moins de 19 ans),. En août, il décroche deux podiums aux championnats de Suisse élites sur le keirin et la vitesse. En 2024, il rejoint à 18 ans le Velo Club Mendrisio Il remporte cette année-là les titres de nationaux du keirin et de la vitesse. Il participe en fin d'année aux mondiaux sur piste, où il se classe septième de la poursuite par équipes.
En janvier 2025, il devient champion de Suisse du scratch. Le mois suivant, à 19 ans, il est médaillé de bronze de la poursuite par équipes aux championnats d'Europe, aux côtés de Noah Bögli, Alex Vogel et Pascal Tappeiner,.

## Palmarès sur piste

### Championnats du monde
| Édition / Épreuve | Poursuite par équipes |
| Ballerup 2024     | 7e                    |

### Championnats d'Europe
| Édition / Épreuve   | Poursuite par équipes | Scratch |
| Heusden-Zolder 2025 | Bronze                | 11e     |

### Championnats nationaux
- 2023
  - 3e du keirin
  - 3e de la vitesse
- 2024
  -  Champion de Suisse du kilomètre
  -  Champion de Suisse du keirin
  -  Champion de Suisse de vitesse
- 2025
  -  Champion de Suisse du scratch
  - 3e de l'omnium